# Societatea Studențească de Chirurgie din România
Societatea Studențească de Chirurgie din România (SSCR) este o asociație non-profit, neguvernamentală care are ca prim scop promovarea informației medicale, în special din domeniul chirurgical, printre studenții interesați de medicină intervențională, încercand să faciliteze acumularea de cunoștințe și de experiență practică. De asemenea, SSCR se adresează medicilor prin inițierea și dezvoltarea unor programe de cercetare comune în domeniul chirurgiei.

## Istoric
SSCR s-a înființat în 2003 și a primit identitate juridică și fiscală în 2004. În anii de activitate a avut o echipă de conducere unită, aproximativ 1000 de membri și peste 4000 de participanți la manifestările organizate. Printre cele mai importante evenimente pe afișul cărora s-a aflat numele Societații Studențești de Chirurgie din România se număra Al VIII-lea Congres Național pentru Studenți și Tineri Medici, 2004 și Seria de Conferințe de Legislație Medicală "Aspecte sociale și legislative ale practicii medicale", din anii universitari 2004-2007. Întâlnirile lunare ale Societații sunt veritabile sesiuni de comunicări unde studenții și medicii invitați prezintă lucrări din domeniul chirurgical. Printre manifestările la care SSCR a obținut acces gratuit pentru membrii săi se numară Congresele filialei române a "International Association of Surgeons and Gastroenterologists", Congresele Naționale ale Societății Române de Chirurgie, precum și alte congrese de antibioterapie, sepsis, urologie, neurochirurgie și chirurgie cardiovasculară. Printre cursurile practice organizate se numără Basic Surgical Skills (curs practic de inițiere în tehnici chirurgicale), Knots & Sutures Course (curs practic de inițiere în noduri și suturi chirurgicale), Basic Microsurgery Course (curs practic de inițiere în microchirugie), Basic Plastic and Reconstructive Procedures Course (curs practic de inițiere în chirurgia plastică și reparatorie), Surgery Summer Camp (școală de vară de inițiere în tehnici chirurgicale), Trauma Camp. În colaborare cu alte instituții, au fost organizate Laparoscopic Virtual Training la Institutul Clinic Fundeni și Cursul de Resuscitare la Spitalul Clinic de Urgență "Sf. Pantelimon".

SSCR și-a legat numele de instituții cu tradiție și cu o bună reputație: Universitatea de Medicină și Farmacie "Carol Davila", București, Editura Universitară "Carol Davila", Societatea Română de Chirurgie. Printre cei care au acceptat să fie membri de onoare ai SSCR se numară, în ordine cronologică, următoarele personalitați ale chirurgiei românești: Prof. Dr. Irinel Popescu, Prof. Dr. Silviu Constantinoiu, Prof. Dr. Florian Popa, Prof. Dr. Dinu Antonescu, Prof. Dr. Cristian Dragomir, Conf. Dr. Vlad Iliescu, Prof. Dr. Traian Burcos, Conf. Dr. Laurentiu Belusica, Prof. Dr. Gabriel Banceanu, Conf. Dr. Marius Vlad, Dr. Horia Muresian, Sef de lucrari Dr. Victor Strambu, Prof. Dr. Vasile Sarbu.

## Activități

### Workshopuri
Workshopurile organizate de SSCR își propun să ofere studentului la medicină posibilitatea de a dobândi corect tehnicile chirurgicale de bază, de a-și evalua aptitudinile, și de a intra pregătit în programul de rezidențiat. Dintre workshopurile pe care le organizează SSCR unele au un caracter general (Knots and Sutures, Basic Surgical Skills, Surgery Summer Camp), la acestea studentul dobândind cunoștințe teoretice și practice utile în toate ariile chirurgicale, altele sunt axate pe noțiuni din anumite arii chirurgicale (Trauma Camp, Basic Laparoscopic Skills, Basic Plastic and Reconstructive Surgery Procedures, Basic Microsurgery Course, Basic Cardiovascular Surgery Skills, Basic Ophtalmology Surgical Skills, Basic Urological Surgery Skills, Basic Digestive Surgery Skills, Orthopedic Surgery Camp, Basic Neurosurgery Skills). 
Pentru a dobândi manualitatea studentul lucrează pe materiale biologice (picioare de porc, intestin de porc, aorte și alte vase), dar și pe simulatoare special create pentru acest lucru (simulator de laparoscopie, placi de noduri).
La finalul fiecărui workshop studentul este evaluat de medici specialiști din aria chirurgicală aferenta cursului, folosind un chestionar special creat pentru a cuantifica progresul făcut de participant.

### Sesiunile Științifice Lunare
Sesiunile Științifice Lunare oferă studentului posibilitatea de a-și îmbogăți cunoștințele dintr-o anumita arie chirurgicală. La acestea sunt invitați atât medici cât și studenți care prezintă fiecare câte o lucrare din tematica pregătită pentru sesiunea respectivă. Fiecare sesiune științifică cuprinde atât noțiuni de istorie a unei afecțiuni sau a unei tehnici, prezentări de cazuri, tehnică operatorie sau rezultate obținute în urma unor studii.

### Simulările Examenului de Rezidențiat
Simulările Examenului de Rezidențiat își propun să stimuleze studenții din anii terminali să își organizeze mai bine timpul necesar parcurgerii tematicii examenului de rezidențiat. Aceste simulări sunt împărțite în 4 module, fiecare cu un număr diferit de capitole abordate. Studentul care parcurge toate cele 4 module, abordează practic fiecare capitol de 4 ori. Simulările au loc în fiecare sâmbătă, în București și în celelalte Facultăți de Medicină unde SSCR are filiale. Fiecare modul se încheie cu o testare din toata materia, studentul putând astfel să-și observe progresul.
În octombrie 2010 începe organizarea anuală a unei simulări din toată materia simultană în toate centrele SSCR.

### Alte proiecte
Seria de Conferințe “Aspecte Sociale și Legislative ale Practicii Medicale” se adresează studenților, rezidenților și medicilor specialiști și își propun informarea participanților asupra stadiului actual al legislației românești în domeniu, asupra posibilelor modificări ale actelor normative și ale instituțiilor și asupra drepturilor și îndatoririlor impuse de statulul de medic. Aceste cunoștințe, fără de care practica medicală este de neconceput, nu sunt prezentate de niciuna din materiile obligatorii sau opționale ale Facultăților de Medicină. Astfel, aceste conferințe vin în întâmpinarea nevoilor de informare a cadrelor sau viitoarelor cadre medicale cu privire la actuală legislație medicală. 
Alături de acestea, SSCR organizează ocazional și proiecte sociale, caritabile precum "Dar din dar se face rai", traininguri nechirurgicale (Public Speaking), ieșiri de team building (anual ediții de National Training Seminar), petreceri. 
În mai 2010 SSCR organizează prima editie a Congresului National Studentesc de Chirurgie, simultan cu Congresul National de Chirurgie.

## Rezultate
În palmaresul membrilor SSCR, există premii naționale și internaționale la congresele studențești din România, Olanda, Turcia, Polonia, Germania, Egipt și Bulgaria. Peste 80% dintre foștii membri ai SSCR au susținut examenul de rezidențiat grupa specialităților chirurgicale (anii 2004-2007) și au devenit rezidenți în specialități precum Chirurgie Generală, Chirurgie Pediatrică, Obstetrică-Ginecologie, Ortopedie și Traumatologie, Chirurgie Orto-Maxilo-Faciala, Neurochirurgie, Urologie, Chirurgie Toracică.
La nivel internațional, SSCR începe să devină cunoscută odată cu organizarea ediției 2009 a taberei de chirurgie din Constanța.

## Concluzii
SSCR este o organizație care promovează competența și performanța. Prin manifestările pe care le-a organizat sau încearcă să le organizeze, SSCR tinde să crească calitatea educației medicale românești, dar în special calitatea pregătirii individuale a celor ce se pregătesc pentru o cariera chirurgicală.